# 篠原出版新社
株式会社篠原出版新社（しのはらしゅっぱんしんしゃ）は、医学系出版社。1999年の篠原出版株式会社の倒産に伴い、鍬谷書店出資のもと新社として2000年に創立。創立当初は井澤泰が社長を務めていたが、木下貴雄および藤原大による自社株の取得により2名での取締役体制となる。その際、株取得数の多かった木下貴雄が代表取締役社長となる。
代表取締役を含む公開されている社員は以下のとおりである。木下貴雄（代表取締役 ）/ 藤原 大（代表取締役）/ 木下千明（取締役）/ 藤原弘美（監査役）

## 出版物

### 書籍
「医療情報 全3編」「医学教育白書」「がん・統計白書」などをはじめ、定期的に書籍の発刊を行っている。
「ビッグ･ファーマ 製薬会社の真実」「FDAの正体 上・下巻」「日本の医療・介護のあるべき姿」「コレステロール　嘘とプロパガンダ」「タバコを歴史の遺物に　Public Health Advocacy」など、医学専門書・学術書とは異なる医療分野に関わる政治的な内容に特化した書籍も多数発刊している。

### 雑誌
主に、医学・コメディカルの領域で専門誌を発行する。「癌の臨床」は60年以上の歴史をもつ論文投稿誌であるが、掲載に必要な論文数が集まらず大幅な発刊の遅れが慣習化している。2010年までは月刊誌だったが、2011年から隔月誌に変更となる。雑誌一覧で隔月ではなく（年6回発行）としたのは、必ずしも年内に6冊が発行されないことが多いため。
- 癌の臨床（年６回発行）
- 乳癌の臨床（年６回発行）
- 医学教育（日本医学教育学会の機関誌）
- イザイ（日本医療マネジメント学会監修雑誌）
- 医療職の能力開発（日本医療教授システム学会の学会誌）
- 医療情報学（日本医療情報学会の学会誌）
- MOOK 肺癌の臨床（2008-2009号以降、発刊未定）
- 患者のための医療（休刊）
- 肺癌の臨床（休刊）